# Hōshōryū Tomokatsu
Hōshōryū Tomokatsu (豊昇龍 智勝, né le 22 mai 1999 sous le nom de Byambasuren Sugarragchaa (mongol : Сугаррагчаагийн Бямбасүрэн) est un lutteur de sumo professionnel de Mongolie et 74ème yokozuna de l'histoire. Il appartient à l'écurie Tatsunami. Il est reconnu pour ses projections, y compris parmi les lutteurs d'origine mongole qui ont tendance à utiliser plus de projections que leurs confrères japonais, ce qui reflète les compétences utilisées en lutte mongole. Il est le neveu de l'ancien yokozuna Asashōryū.

## Parcours amateur
Deuxième fils du frère de l'ancien yokozuna Asashōryū, Sugarragchaa a commencé la lutte à 11 ans. Après avoir obtenu son diplôme du collège & avoir été repéré en Mongolie, il déménage au Japon pour fréquenter le lycée Nippon Sport Science University Kashiwa. Au cours de sa première année, il visite le Kokugikan à Ryōgoku dans le cadre d'un voyage scolaire et s'intéresse au sumo. Il s'engage à essayer le sumo au niveau lycéen après avoir consulté son oncle. Malgré son absence d'expérience antérieure, il commence rapidement à obtenir de bons résultats dans les tournois de sumo amateur et est considéré comme ayant un grand potentiel. À la sortie du lycée, il rejoint l'écurie Tatsunami. Pendant ce temps il envoie régulièrement des e-mails à son oncle qui lui donne des conseils tels que « développe tes propres forces » et « ne prend pas de poids rapidement ou tu risques de te blesser ».

## Carrière
Hōshōryū est monté sur le ring au niveau professionnel pour la première fois en mars 2018, en même temps que Naya, qui attirait également l'attention en tant que petit-fils du très respecté yokozuna Taihō. Lors du tournoi de juillet 2020 (organisé à Tokyo au lieu de Nagoya en raison des inquiétudes suscitées par la pandémie de COVID-19 ), il prend part à une très rare phase finale éliminatoire à six, lors de laquelle il bat Kyokutaisei. Cette première phase aboutit à une seconde entre trois membres de la même écurie (Tatsunami), avec Akua et Meisei. Les combats entre membres d'une même écurie ne sont autorisés que dans le cas des combats éliminatoires (où deux lutteurs ou plus se retrouvent avec le même résultat, ce qui survient rarement). Il est battu par Meisei qui vainc ensuite Akua et remporte donc le championnat. Cependant sa performance est suffisante pour le propulser dans la division makuuchi pour le tournoi de septembre 2020. Il est le 50ème étranger à atteindre la première division, et le 27ème mongol.
Lors du tournoi de juillet 2021, Hōshōryū obtient son meilleur résultat à date en makuushi, remportant dix combats et le prix technique. Promu maegashira 1 pour le tournoi de septembre, il se retire le 5ème jour en raison d'une blessure, avec une seule victoire. Il revient le 8ème jour et remporte quatre de ses huit combats restants. Lors du tournoi de janvier 2022, il obtient un résultat de 11–4 , ce qui lui vaut d'être promu san'yaku pour la première fois, en tant que komusubi pour le tournoi de mars 2022.
Il est promu ōzeki après sa victoire au tournoi de Nagoya en juillet 2023 (son premier titre), cumulant un total de 33 victoires au cours des trois derniers tournois. Il devient le 7e Mongol à être promu ōzeki.
Le 26 janvier 2025, il remporte son deuxième titre au tournoi de Tokyo (Hatsu basho) en remportant 12 combats et 2 match de play-off. Grâce à 2 tournois consécutifs réussis, il est promu yokozuna le 29 janvier .

## Style de combat
Sa prise préférée sur le mawashi de son adversaire est migi-yotsu, main gauche à l'extérieur & main droite à l'intérieur. Il aime utiliser shitatenage (projection par le dessous du bras) et yori kiri (poussée en tenant la ceinture). Il aime aussi le croche-pied extérieur ou sotogake, qui commence à être considéré comme une de ses marques de fabrique.

## Résultats par basho
| Année | Janvier Hatsu basho, Tokyo   | Mars Haru basho, Osaka       | Mai Natsu basho, Tokyo       | Juillet Nagoya basho, Nagoya    | Septembre Aki basho, Tokyo    | Novembre Kyūshū basho, Fukuoka |
| --- | ---------------------------- | ---------------------------- | ---------------------------- | ------------------------------- | ----------------------------- | ------------------------------ |
| 2017 | x                            | x                            | x                            | x                               | x                             | (Banzukegai)                   |
| 2018 | (Maezumo)                    | Jonokuchi de l’Ouest #19 6–1 | Jonidan de l’Ouest #42 7–0–Y | Sandanme de l’Est #42 6–1       | Makushita de l’Est #56 4–3    | Makushita de l’Est #49 6–1     |
| 2019 | Makushita de l’Ouest #21 5–2 | Makushita de l’Ouest #7 4–3  | Makushita de l’Ouest #4 4–3  | Makushita de l’Ouest #2 3–4     | Makushita de l’Est #5 4–3     | Jūryō de l’Ouest #13 7–8       |
| 2020 | Jūryō de l’Est #14 8–7       | Jūryō de l’Ouest #9 8–7      | # Tournoi annulé 0–0–15      | Jūryō de l’Est #6 10–5–P        | Maegashira de l’Ouest #16 8–7 | Maegashira de l’Ouest #13 7–8  |
| 2021 | Maegashira de l’Est #14 9–6  | Maegashira de l’Ouest #9 8–7 | Maegashira de l’Est #5 7–8   | Maegashira de l’Ouest #5 10–5 T | Maegashira de l’Est #1 5–8–2  | Maegashira de l’Ouest #5 7–8   |
| 2022 | Maegashira de l’Est #6 11–4  | Komusubi de l’Ouest #1 8–7   | Komusubi de l’Est #1 8–7     | Komusubi de l’Est #1 9–6        | Sekiwake de l’Ouest #1 8–7    | Sekiwake de l’Ouest #1 11–4 T  |
| 2023 | Sekiwake de l’Ouest #1 8–7   | Sekiwake de l’Ouest #1 10–5  | Sekiwake de l’Ouest #1 11–4  | Sekiwake de l’Est #1 12–3 C     | Ōzeki de l’Ouest #2 8–7       | Ōzeki de l’Ouest #2 10–5       |
| 2024 | Ōzeki de l’Ouest #1 10–4–1   | Ōzeki de l’Ouest #1 11–4     | Ōzeki de l’Est #1 10–5       | Ōzeki de l’Ouest #1 19–4–2      | Ōzeki de l’Ouest #1 8–7       | Ōzeki de l’Ouest #1 13–2       |
| 2025 | Ōzeki de l’Ouest #1 12–3     | Yokozuna de l’Est #1 5–5–5   | Yokozuna de l’Est #1 12–3    | Yokozuna de l’Est #1 1–4–10     |                               |                                |
| Résultats sous la forme victoires – défaites – absences Champion du tournoi Vice-champion du tournoi Retraite Divisions inférieures Non-participation Sanshō : C = Combativité ; P = Performance exceptionnelle ; T = Technique Aussi représentés : ★ = Kinboshi ; P = Playoff(s) Divisions : Makuuchi — Jūryō — Makushita — Sandanme — Jonidan — Jonokuchi Rangs Makuuchi : Yokozuna — Ōzeki — Sekiwake — Komusubi — Maegashira |                              |                              |                              |                                 |                               |                                |